# Mehren (Westerwald)
Mehren település Németországban, Rajna-vidék-Pfalz tartományban. Lakosainak száma 488 fő (2023. december 31.).

## Népesség
A település népességének változása:
| Lakosok száma | 265  | 489  | 468  | 493  | 463  | 469  | 488  |
|               | 1975 | 2014 | 2017 | 2019 | 2021 | 2022 | 2023 |